# Óscar Rendoll Gómez
Óscar Rendoll Gómez (Punta Arenas, 26 de agosto de 1916) fue un entrenador de fútbol chileno. Fue uno de los 5 chilenos que entrenó a la selección de Panamá.

## Carrera
Nacido en Punta Arenas, Chile, Rendoll Gómez jugó fútbol a nivel amateur en clubes locales como el Deportivo Español. Luego hizo un curso de entrenador durante tres años y se graduó como entrenador de fútbol y luego trabajó en el sistema juvenil de Unión Española hasta 1946 cuando se mudó a Panamá apoyado por la Federación Panameña de Fútbol. Fue el entrenador de la selección de Panamá a fines de la década de 1940 y principios de la década de 1950. 
Es conocido por ganar el primer título internacional de la nación; el Campeonato CCCF en 1951. Anteriormente, Rendoll Gómez había dirigido a la selección nacional de fútbol en los V Juegos Centroamericanos y del Caribe, finalizando la competencia con una medalla de subcampeón.
Rendoll Gómez lideró a Panamá en el Campeonato Panamericano de 1952, donde el equipo enfrentó a Chile, el equipo de su país natal, por primera vez. El resultado fue una derrota por 6-1.
Como curiosidad, solía pedir ayuda a las casas comerciales y supermercados para conseguir un alimento adecuado para los jugadores.
En 1950 se funda la primera asociación de árbitros de Panamá con Rendoll Gómez como Presidente Honorario.

## Otros trabajos
Al mismo tiempo que estudiaba para ser entrenador de fútbol, estudió y se graduó como profesor de Educación Física en el Instituto de Educación Física de la Universidad de Chile. En Panamá, fue muy reconocido por sus contribuciones en esta área, asistiendo a varias conferencias en países como República Dominicana, Venezuela, Uruguay, entre otros países de América Latina.

## Vida personal
Como estudiante de secundaria, fue apodado Negro y fue elegido como Rey Feo del Carnaval de Primavera de Magallanes.

## Clubes

### Como jugador
| Club                              | País  | Año  |
| --------------------------------- | ----- | ---- |
| Deportivo Español de Punta Arenas | Chile | 1940 |

### Como Entrenador
| Club                   | País   | Año         |
| ---------------------- | ------ | ----------- |
| Unión Española Juvenil | Chile  | 1945        |
| Selección Nacional     | Panamá | 1946        |
| Selección Nacional     | Panamá | 1951 - 1952 |

## Palmarés

### Como entrenador
| Título    | Club               | País   | Año  |
| --------- | ------------------ | ------ | ---- |
| Copa CCCF | Selección Nacional | Panamá | 1951 |